# Skubianka
Skubianka (prononciation : [skuˈbjaŋka]) est un village polonais de la gmina de Serock dans le powiat de Legionowo de la voïvodie de Mazovie dans le centre-est de la Pologne.
Il se situe à environ 6 kilomètres au sud-ouest de Serock (siège de la gmina), 11 kilomètres au nord-est de Legionowo (siège du powiat) et à 30 kilomètres au nord de Varsovie (capitale de la Pologne).

## Histoire
De 1975 à 1998, le village appartenait administrativement à la voïvodie de Varsovie.